# Lukáš Pařík
Lukáš Pařík (* 15. března 2001 Neratovice) je český hokejový brankář aktuálně působící v týmu HC Vítkovice Ridera v nejvyšší české hokejové soutěži ELH.

## Historie/ kariéra
Lukáš Pařík se narodil v Neratovicích, s hokejem začal v týmu HC Letci Letňany, kde se velice rychle vypracoval v jednoho z nejlepších brankářů svého ročníku. Nominace do mládežnických reprezentací tak na sebe nenechala dlouho čekat, stejně jako zájem větších extraligových klubů.
V roce 2017 tak přestoupil do týmu Bílí Tygři Liberec, aby se rozvíjel v místní akademii, která byla několikrát vyhlášena akademií roku.
V červnu roku 2019 si českého brankáře vybralo v NHL draftu ve třetím kole na celkové 87. pozici tým Los Angeles Kings.
V srpnu téhož roku si Lukáše vybral, v rámci juniorského CHL import draftu, tým Spokane Chiefs a od září nastupoval za místní klub v nejvyšší kanadsko-americké juniorské soutěži Western Hockey League.
V lednu 2021 mu byl umožněn přestup z týmu Spokane Chiefs, kde liga Western Hockey League nebyla kvůli COVID-19 pandemii plnohodnotně zahájena. Od ledna proto působil v nejvyšší americké juniorské soutěži USHL v týmu Dubuque Fighting Saints.
V červnu 2021 podepsal svou první profesionální smlouvu s týmem Ontario Reign (AHL), farmou týmu Los Angeles Kings, který ho v roce 2019 draftoval. Tato smlouva mu umožňovala startovat i za tým Rapid City Rush v profesionální americké soutěži ECHL.
NHL tým Los Angeles Kings, vlastnící Lukášova práva, mu umožnil v roce 2022 podepsat smlouvu s Colorado Eagles (AHL), který je afilací NHL týmu Colorado Avalanche. S touto smlouvou měl právo hrát za Utah Grizzlies v profesionální americké soutěži ECHL, ve které strávil celou sezónu 2022-2023.
V roce 2023 se rozhodl vrátil do Česka, nejprve do prvoligových Litoměřic, ve kterých ale rychle svými výkony opět oslovil extraligové zájemce. Část sezony odchytal v Liberci, odkud se na závěr základní části a play-off přesunul do týmu Mountfield HK. Ve své premiérové sezoně v Tipsport Extralize vychytal hned třikrát čisté konto. V dresu Mountfieldu odchytal všechna utkání v play off – jak v předkole proti Vítkovicím, tak ve čtvrtfinále proti Pardubicím.
Po ne příliš povedené sezóně 2024/2025 v dresu HC Vítkovice Ridera, kde se nedařilo i celému týmu, rozhodl se Lukáš strávit následující sezónu v nižší hokejové soutěži, v klubu HC RT TORAX Poruba 2011, kde již v sezóně 24/25 vypomáhal v rámci střídavých startů.
Zkušenosti má Lukáš Pařík i z reprezentace. Chytal na světovém poháru U17, reprezentoval na mistrovství světa do 18 let v roce 2019 a na mistrovství světa do 20 let v roce 2020 a 2021. V sezoně 2020/2021 také nakoukl do reprezentačního A-mužstva.